# Apertura mediana ventriculi quarti

Driedimensionale weergave van het ventrikelstelsel in de menselijke hersenen. De vierde ventrikel is de onderste blauwe massa. De aan de achterkant onderaan uitstekende punt eindigt in het foramen van Magendi.

Schema van het dak van de vierde ventrikel. De pijl wijst naar het Foramen van Magendi.

De apertura mediana ventriculi quarti is een opening in de menselijke hersenen in de wand van de vierde ventrikel. Samen met de Apertura lateralis ventriculi quarti zorgt het voor een doorgang voor hersenvocht van het ventrikelstelsel naar de subarachnoïdale ruimte. De structuur wordt ook wel het foramen van Magendi of foramen Magendii genoemd, naar haar ontdekker François Magendie die het in 1827 voor het eerst beschreef.